# Classe Minas Geraes
La classe Mians Geraes fu una classe di navi da battaglia tipo dreadnought, composta da due unità (Minas Geraes e São Paulo) costruite nel Regno Unito per conto del Brasile ed entrate in servizio con la Marinha do Brasil nel 1910.
Elemento centrale del riarmo navale brasiliano intentato all'inizio del XX secolo, le Minas Geraes si rivelarono tra le unità più avanzate della loro epoca, ma la complessità tecnica della loro manutenzione e operatività si rivelò superiore alle capacità della Marina brasiliana e di conseguenza entrambe le unità furono scarsamente impiegate in azione: poche settimane dopo la loro consegna al Brasile, entrambe le navi caddero in mano a marinai ammutinati nel corso della cosiddetta "rivolta della frusta" del novembre 1910, anche se non riportarono danni nell'azione; non coinvolte nella prima guerra mondiale a causa del loro pessimo stato di manutenzione, le due unità furono modernizzate all'inizio degli anni 1920 e nel luglio 1922 parteciparono con i loro grossi calibri alla repressione della rivolta della guarnigione del Forte di Copacabana, mentre nel novembre 1924 la São Paulo fu ancora una volta preda di un ammutinamento.
Ormai troppo vecchie e vulnerabili, le due unità parteciparono solo marginalmente alla seconda guerra mondiale e furono ben presto avviate alla radiazione: la Minas Geraes nel dicembre 1952, la São Paulo già nell'agosto 1947.

## Caratteristiche

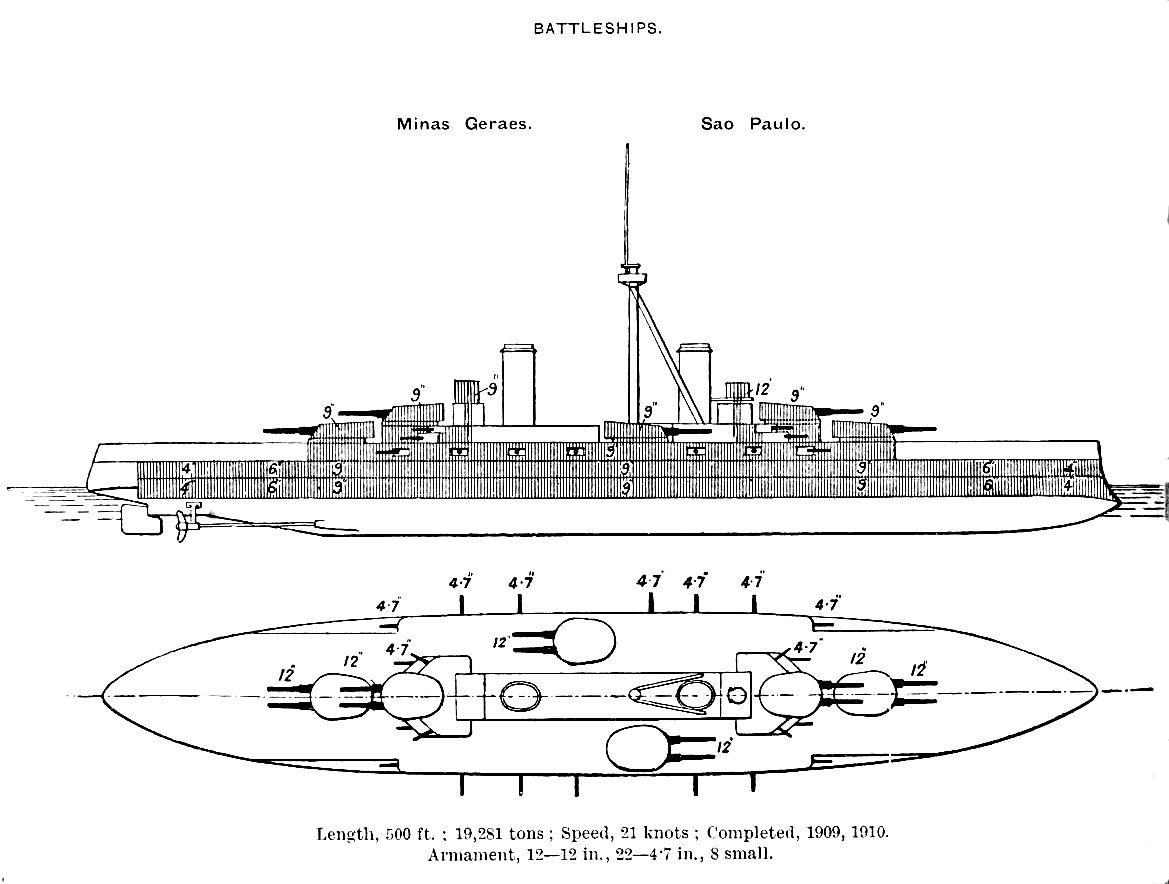
Schema delle unità della classe

Entrambe le unità della classe avevano uno scafo lungo fuori tutto 166 metri (160 metri alla linea di galleggiamento, 158 metri tra le perpendicolari), largo 25 metri e con un pescaggio massimo di 8,5 metri (7,6 metri in carico normale); il dislocamento ammontava a 19.281 tonnellate con la nave in carico normale e a 21.200 tonnellate a pieno carico. L'equipaggio ammontava a 900 tra marinai e ufficiali.
Sia la Minas Geraes che la São Paulo erano armate con dodici cannoni EOC 12 inch/45 britannici calibro 305 mm, ventidue cannoni da 120 mm e otto cannoni a tiro rapido da 47 mm. La batteria principale di pezzi da 305 mm era alloggiata in sei torri binate, due a prua e due a poppa sovrapposte l'una all'altra e due disassate a centro nave sui due lati della sovrastruttura centrale; i pezzi secondari da 120 mm erano invece alloggiati in casematte corazzate lungo il bordo dello scafo.
La propulsione delle due navi era garantita da motori a motrici alternative a tripla espansione della Vickers invece che da turbine a vapore come era sulle dreadnought loro contemporanee: alimentato da 18 caldaie, l'apparato propulsivo garantiva una potenza di 23.500 cavalli vapore. La velocità massima di progetto era di 21 nodi (39 km/h), un valore che tuttavia scadde rapidamente con il progredire della loro carriera a causa di una manutenzione inadeguata e negligente; alle prove, la Minas Geraes fece registrare una velocità massima di 22,29 nodi (41,28 km/h). Le navi potevano imbarcare 2.310 tonnellate di carbone e 390 tonnellate di olio combustibile che garantivano un'autonomia di 10.000 miglia nautiche (19.000 km) alla velocità di crociera di 10 nodi (19 km/h).
Lo scafo era protetto da una cintura corazzata di acciaio cementato Krupp spessa 230 mm, che tuttavia si restringeva a uno spessore di 150-76 mm alle due estremità della nave; le barbette dei cannoni erano protetti da una blindatura spessa 230 mm e le torri avevano una corazzatura spessa 300 mm sul fronte, 200 mm sulle fiancate e 76 mm sul tetto, mentre la torre di comando era protetta da una corazza spessa 300 mm. La protezione orizzontale era garantita da una serie di ponti corazzati, uno spesso da 38 a 51 mm e due spessi 25 mm.

## Unità
| Nome         | Impostazione   | Costruttore         | Varo              | Entrata in servizio | Destino finale                                                                                  |
| ------------ | -------------- | ------------------- | ----------------- | ------------------- | ----------------------------------------------------------------------------------------------- |
| Minas Geraes | 17 aprile 1907 | Armstrong Whitworth | 10 settembre 1908 | gennaio 1910        | radiata il 31 dicembre 1952, demolita nel 1954                                                  |
| São Paulo    | 30 aprile 1907 | Vickers             | 19 aprile 1909    | luglio 1910         | radiata il 2 agosto 1947, affondata nel 1951 mentre era in rotta per il cantiere di demolizione |